# Tanjunggunung
Tanjunggunung is een bestuurslaag in het regentschap Ponorogo van de provincie Oost-Java, Indonesië. Tanjunggunung telt 2406 inwoners (volkstelling 2010).